# Bernard Pratte
Bernard Pratte est un homme politique, né à Saint-Louis le 17 décembre 1803 et mort à Jonesburg en 10 août 1886.

## Biographie
Bernard Abadie Pratte Jr. est le fils du général Bernard Pratte (1771-1836) et d'Émilie Sauveur Labbadie (petite-fille de Pierre Laclède et belle-sœur d'Auguste-Pierre Chouteau), ainsi que le beau-frère de Ramsay Crooks. Marié avec Marie Louise Chenier, il est le beau-père de William Gilpin.
Il est maire de Saint-Louis de 1844 à 1846. Il est le premier maire né à Saint-Louis. Sous son mandat, la digue du Mississippi est pavée, des lampadaires au gaz sont installés et l'hôpital municipal inauguré. 
Il préside la Banque de l'État du Missouri et délégué du comté de Saint-Louis à la Convention constitutionnelle de l'État du Missouri en 1880.

## Sources
1. ↑  (en) « Bernard Pratte », sur exhibits.slpl.org, via Internet Archive (consulté le 2 août 2025)

## Crédit de traduction
- (en) Cet article est partiellement ou en totalité issu de l’article de Wikipédia en anglais intitulé « Bernard Pratte » (voir la liste des auteurs).